# Hartmut Münch
Hartmut Münch (* 31. Oktober 1942 in Fürstenwalde) ist ein ehemaliger deutscher Badmintonspieler.
Hartmut Münch ist einer der Pioniere des Federball-Verbandes der DDR. 1960 wurde er bei der ersten DDR-Bestenermittlung der Junioren Vizemeister im Mixed und 1961 Dritter mit dem Team von Motor Fürstenwalde bei den DDR-Juniorenmeisterschaften. Mit dem Wechsel zum damaligen DDR-Meister Post Berlin schlug auch Münchs große Stunde. Gleich in seiner ersten Saison bei Post wurde er DDR-Meister im Herrendoppel mit Uwe Trettin. Für die Mannschaft sollte es jedoch nie wieder zu einem Titelgewinn reichen: In allen vier Spielzeiten bis 1965 wurde Post Berlin Vizemeister hinter Aktivist Tröbitz. Danach gab es keine Medaillen mehr für die Post-Sportler. Aufgrund einer fehlenden Nachwuchsmannschaft wurde Post später sogar aus der DDR-Oberliga verbannt. Münch selbst konnte bis 1964 noch jeweils zwei Silber- und Bronzemedaillen in den Einzeldisziplinen erkämpfen, bevor er sich ganz auf Studium und Beruf konzentrierte. 
Dr. med. Hartmut Münch lebt heute in Fürstenwalde.

## Sportliche Erfolge
| Veranstaltung                       | Saison    | Disziplin    | Platz | Name |
| ----------------------------------- | --------- | ------------ | ----- | --- |
| DDR-Bestenermittlung AK 16/17       | 1959/1960 | Mixed        | 2     | Hartmut Münch / Sabine Neye (Motor Fürstenwalde) |
| DDR-Mannschaftsmeisterschaft Jugend | 1960/1961 | Mannschaft   | 3     | Motor Fürstenwalde (Erwin Apitz, Hartmut Münch, Eberhard Türschmann, Sabine Naql, Heidemarie Apitz, Klaus Runge, Peter Wald)                           |
| DDR-Einzelmeisterschaft             | 1961/1962 | Herrendoppel | 1     | Uwe Trettin / Hartmut Münch (Post Berlin) |
| DDR-Mannschaftsmeisterschaft        | 1961/1962 | Mannschaft   | 2     | Post Berlin (Helmut Standfuß, Hartmut Münch, Uwe Trettin, Günter Beier, Karl Beier, Detlef Paul, Gisela Müller, Ruth Preuß)                            |
| DDR-Einzelmeisterschaft             | 1962/1963 | Herrendoppel | 2     | Klaus Basdorf / Hartmut Münch (Post Berlin) |
| DDR-Einzelmeisterschaft             | 1962/1963 | Herreneinzel | 3     | Hartmut Münch (Post Berlin) |
| DDR-Mannschaftsmeisterschaft        | 1962/1963 | Mannschaft   | 2     | Post Berlin (Helmut Standfuß, Günter Beier, Uwe Trettin, Hartmut Münch, Klaus Basdorf, Peter, Gisela Müller, Gaby Stiegel, Ruth Preuß, Gitte Standfuß) |
| DDR-Einzelmeisterschaft             | 1963/1964 | Mixed        | 3     | Hartmut Münch / Ruth Preuß (Post Berlin) |
| DDR-Einzelmeisterschaft             | 1963/1964 | Herrendoppel | 2     | Hartmut Münch / Klaus Basdorf (Post Berlin) |
| DDR-Mannschaftsmeisterschaft        | 1963/1964 | Mannschaft   | 2     | Post Berlin (Klaus Basdorf, Hartmut Münch, Günter Beier, Detlef Paul, Lorenz, Werner Zock, Ruth Preuß, Jutta Benzmann, Gisela Müller, Gitte Standfuß)  |
| DDR-Mannschaftsmeisterschaft        | 1964/1965 | Mannschaft   | 3     | Post Berlin (Klaus Basdorf, Peter Richter, Hartmut Münch, Günter Leschke, Günter Beier, Uwe Trettin, Ruth Preuß, Jutta Benzmann, Gisela Müller)        |